# Caproni Ca.60

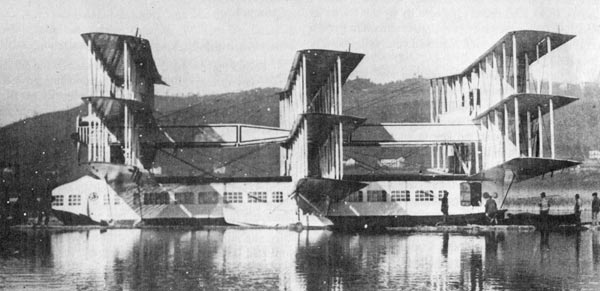
Caproni ca.60

De Caproni ca.60 was een watervliegtuig met negen vleugels, het was een prototype voor een trans-Atlantisch vliegtuig met een capaciteit van 100 personen. Het toestel had acht motoren, drie keer drie vleugels en twee drijvers aan iedere kant voor stabiliteit.
Slechts een exemplaar werd gebouwd door Aero-Caproni. Het maakte de eerste vlucht op 4 maart 1921 vanaf het Lago Maggiore in Italië, bereikte een hoogte van 18 meter, stortte toen neer en brak in twee stukken.
De piloot ontkwam ongedeerd, maar het vliegtuig verbrandde.

## Specificaties
| Bemanning:  | 8                                                                 |
| Capaciteit: | 100 passagiers                                                    |
| Spanwijdte: | 30,0 m                                                            |
| Hoogte:     | 9,15 m                                                            |
| Lengte:     | 23,45 m                                                           |
| Motor:      | 8 Liberty L-12 vloeistof gekoelde V12 motoren, 400pk, (298KW) elk |